# Strandrosettmossa
Strandrosettmossa (Riccia bifurca) är en levermossart som beskrevs av Franz Georg Hoffmann. Strandrosettmossa ingår i släktet rosettmossor, och familjen Ricciaceae. Enligt den finländska rödlistan är arten starkt hotad i Finland. Arten är reproducerande i Sverige. Artens livsmiljö är kalkstensklippor och kalkbrott.